# 多布羅皮利亞 (博霍杜希夫區)

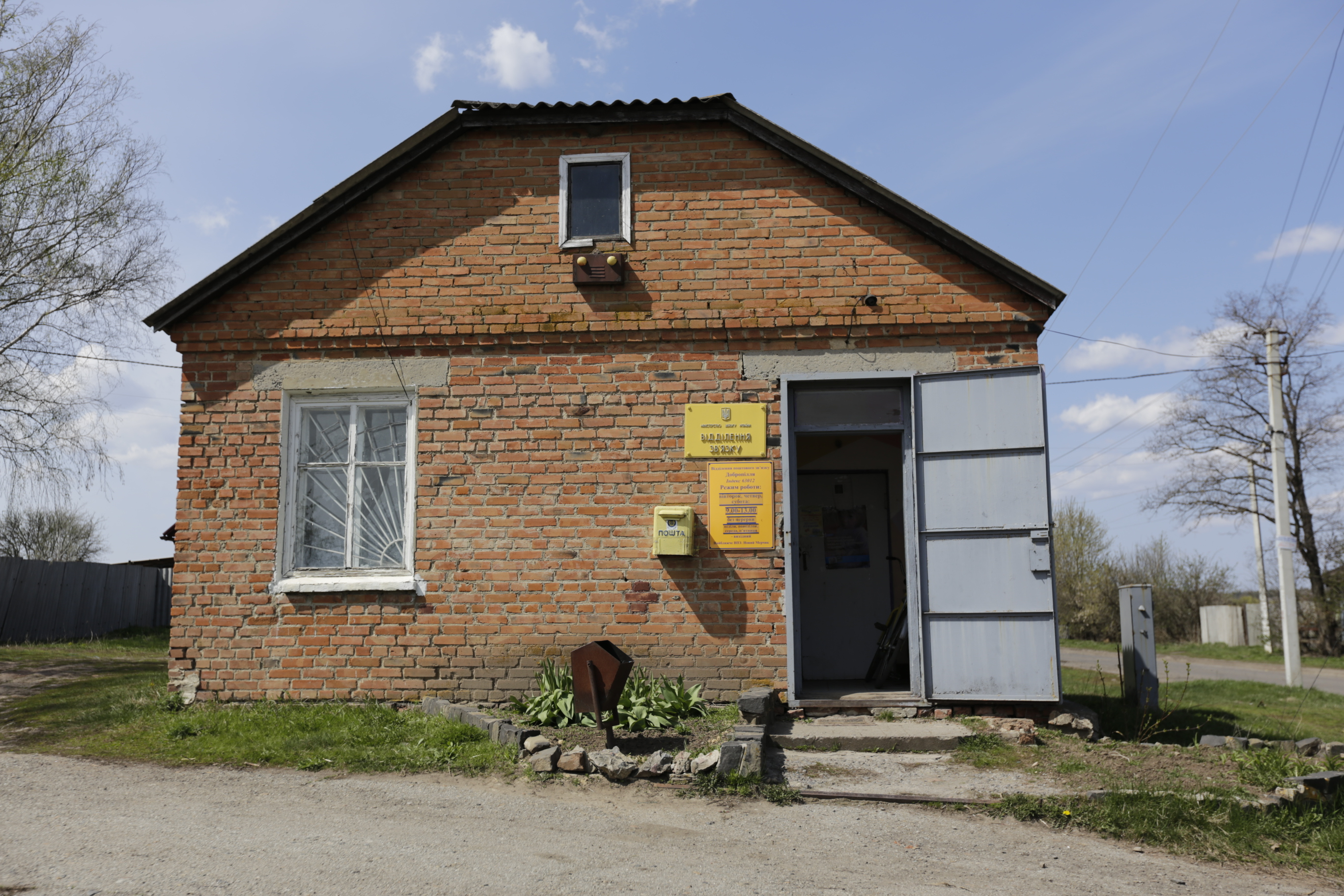
邮局

多布羅皮利亞（烏克蘭語：Добропілля），是烏克蘭東部哈爾科夫州博霍杜希夫區瓦尔基市镇内的村落。始建於1665年，面積24.4平方公里，海拔高度158米，2001年人口254，人口密度每平方公里10.4人。